# Ricardo Acioly
Ricardo Acioly, conhecido como Pardal (Rio de Janeiro, 4 de fevereiro de 1964) é um tenista profissional brasileiro, especialista em duplas.
Disputou a Olimpíada de Seul pelo Brasil e capitão do time brasileiro na Copa Davis.
Considerado um dos melhores técnicos do Brasil, foi técnico de Fernando Meligeni por sete anos, e treinou e ainda treina muitos juvenis e tenistas que estão começando a carreira profissional.

## Trajetória

### Inicio
Ricardo Acioly nasceu no Rio de Janeiro mas aos oito anos foi morar em Brasília. Tanto seus pais quanto seu irmão mais velho, Cláudio, jogavam tênis com seriedade e dedicação. Aos 14 anos, foi campeão do Orange Bowl.
Concluiu o colegial nos Estados Unidos e cursou marketing e análise de sistemas, como bolsista na Universidade de Colúmbia; após a conclusão do curso, foi para a Europa, onde começou a disputar o circuito profissional.

### Fase profissional
Em 1985 começou seu ciclo profissional. Já no ano seguinte conseguiu bons resultados em simples, como passar o qualifying do US Open, mas os mais expressivos foram em duplas, como o primeiro título em torneios ATP na cidade de Viena, na Áustria, ao lado do polonês Wojtek Fibak. Acabou se tornando um especialista em duplas, tendo três títulos de torneios ATP Tour (Viena, Genebra e Guarujá), e três vice-campeonatos (Washington DC, Brasília e Maceió), além de vários títulos em torneios challenger. 
Seus grandes parceiros nas duplas foram Fibak, Luiz Mattar (título no ATP de Genebra), Pablo Albano (ganharam na cidade do México em 1989), Mauro Menezes (vice no ATP de Brasília e quatro títulos de challengers), Dácio Campos (título no ATP do Guarujá e alguns challengers) além de também ter jogado com Mats Wilander, ex número um do mundo.
Seu principal ranking em duplas foi 46° em 1986. Está entre os 10 melhores tenistas da historia do Brasil nesta modalidade; em simples, seu melhor ranqueamento foi 228° do mundo. 
Ricardo Acioly disputou a Olimpíada de Seul em 1988, jogando em dupla com Luiz Mattar, e chegaram na segunda rodada, porém perderam para a dupla francesa formada por Guy Forget e Henri Leconte num duro 2x1. Foi titular da Copa Davis (nas duplas) durante os anos de 1987, 1988 e 1989.
Encerrou a carreira de atleta em 1992.

### Técnico
Em 1995, Ricardo começou uma nova fase como técnico, e foi escolhido para ser técnico de Fernando Meligeni, com quem fez um trabalho considerado fantástico, fazendo-o evoluir e conquistar grandes resultados como as Olimpíadas de 1996 em Atlanta, com Fininho chegando às semifinais, e à semifinal de 1999 em Roland Garros; no total, foram sete anos com o jogador. Foi também treinador de Gabriela Sabatini.
Em 1998 assumiu como capitão brasileiro na Copa Davis, no período de 1998 a 2003, levando o Brasil a uma semifinal, quando perdeu para a Austrália. Atualmente Acioly treina talentosos tenistas brasileiros, e por sua mão já passaram Franco Ferreiro e João Olavo Souza entre outros.